# BMW E9
Pour les articles homonymes, voir BMW (homonymie) et E9.
La BMW E9 est une voiture de sport Grand Tourisme du constructeur automobile allemand BMW-BMW Motorsport, commercialisée entre 1968 et 1975 à 30 546 exemplaires.

## Historique du modèle

### 2800 CS
La BMW E9 est commercialisée en octobre 1968, avec le modèle 2800 CS à moteur six cylindres de 2,8 L (2 800 cm3) pour 170 ch (125 kW), pour succéder au modèle BMW 2000 C/CS (1966 à 1972). Elle est créée par le chef-designer de BMW Wilhelm Hofmeister (en), avec une nouvelle face avant et un compartiment moteur rallongé pour accueillir le nouveau 6 cylindres en ligne hérité des BMW E3 berlines 2500/2800. Ce moteur, le BMW M30, fera beaucoup pour la renommée de BMW. Comme pour sa devancière, le châssis E9 est assemblé chez le célèbre carrossier allemand Karmann. Au total, 9 399 exemplaires de la BMW 2800 CS ont été construits.

### 3.0 CS
En 1971, BMW remplace la 2800 CS par la 3.0 CS motorisée par un moteur 3 L (3 000 cm3) à carburateur de 180 ch (132 kW). Elle est équipée d'une direction assistée et de 4 freins à disques qui faisaient cruellement défaut à la version précédente. 10 898 exemplaires ont été construits avant l’arrêt de la production en décembre 1975. Les deux exemplaires étaient également disponibles avec une transmission automatique de ZF à trois vitesses (désignation interne : BMW 2800 CSA ou BMW 3.0 CSA).

### 3.0 CSi

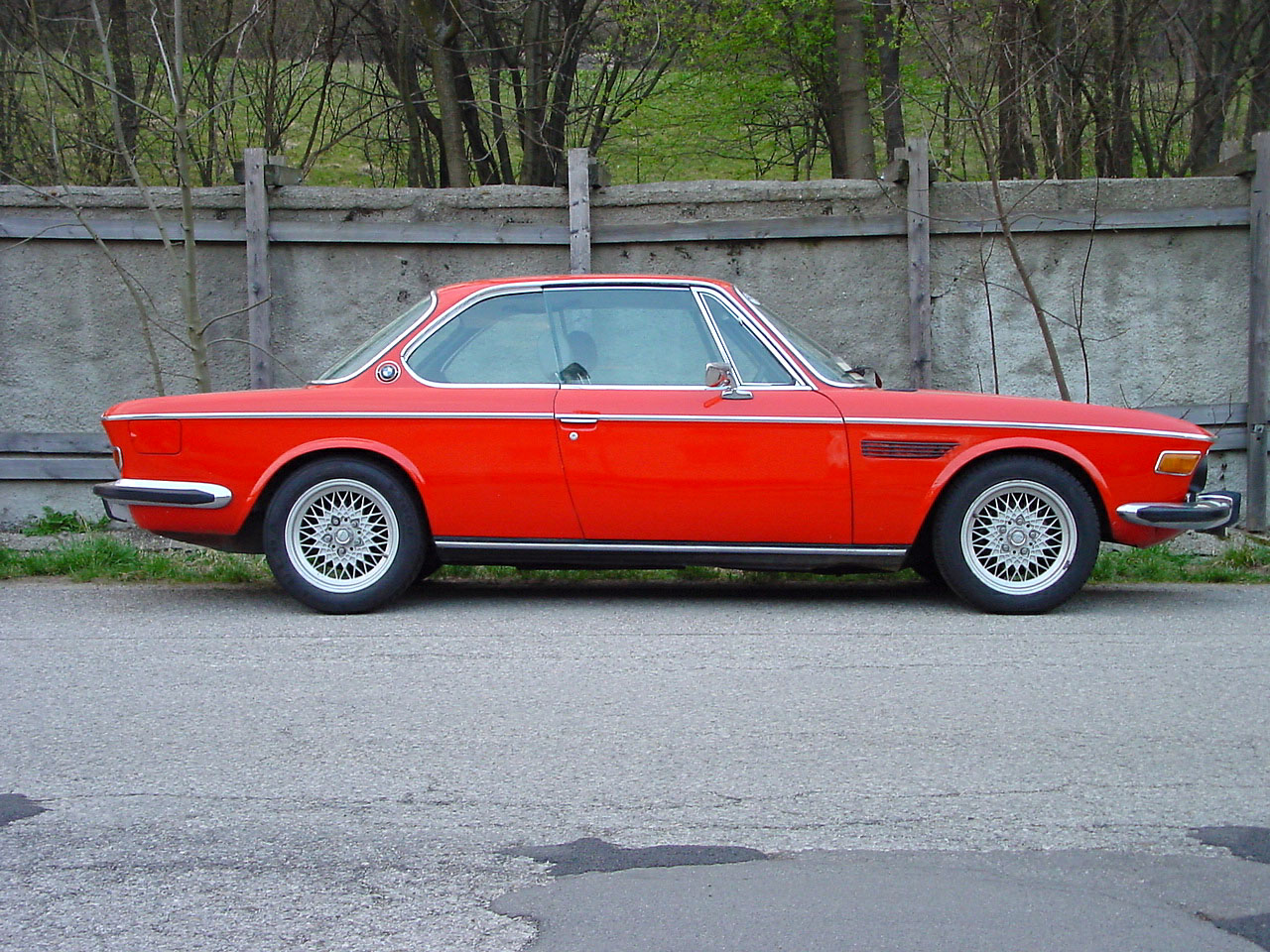
Profil d’une BMW 3.0 CSi

Quelques mois plus tard, une variante supplémentaire du modèle, la BMW 3.0 CSi, vient renforcer la gamme avec une injection électronique (qui équipe également la CSL), elle est par ailleurs structurellement identique à la BMW 3.0 CS. Ce modèle a une puissance de 200 ch (147 kW), accélère de 0 à 100 km/h en 7,7 secondes et a une vitesse de pointe de 220 km/h. Au moment où la production s’est arrêtée en novembre 1975, 8 144 véhicules avaient été construits.

### 2.5 CS
BMW renforce sa gamme de motorisation avec la 2.5 CS de 1974. Avec un moteur de 2,5 L (2 500 cm2) de moindre cylindrée, de 150 ch (110 kW), en réponse au premier choc pétrolier de 1973, c’était le modèle d’entrée de gamme et elle ne se distinguait extérieurement des grands modèles de trois litres que par l’absence des protections sur le pare-chocs arrière et du lettrage. Le véhicule à transmission manuelle accélère jusqu’à 100 km/h en 9,9 secondes et sa vitesse de pointe est de 200 km/h. La BMW 2.5 CS a été construite 844 fois entre 1974 et 1975.

### 3.0 CSL

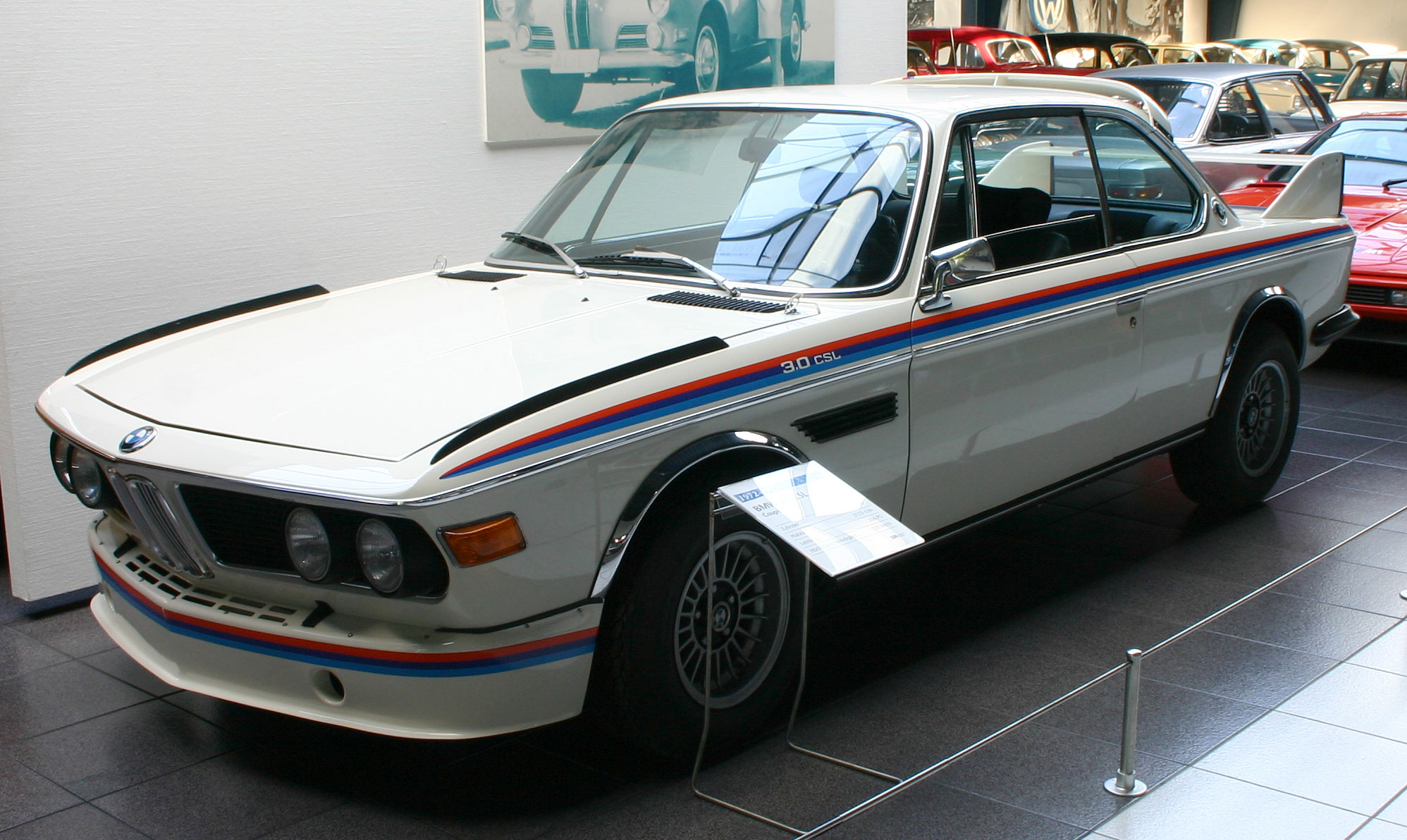
BMW 3.0 CSL au Musée EFA de l’histoire de l’automobile allemande

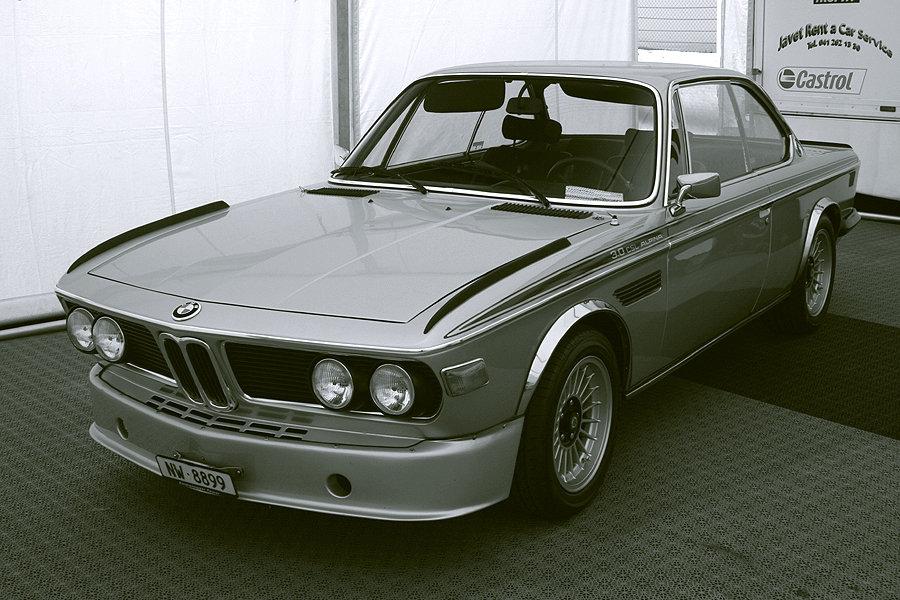
BMW 3.0 CSL d’Alpina

Le summum de la version coupé CS E9 est atteint à partir de 1971 avec la CSL (Coupé Sport Leichtbau) développée sous la direction d’Alpina en tant que série d’homologation pour les courses de voitures de tourisme, dans lesquelles BMW avait beaucoup de succès à l’époque avec la BMW 02. Le nom CSL était au programme, puisque les coupés légers n’ont pas reçu d’augmentation de cylindrées par rapport à la BMW 3.0 CS, mais elle a été allégée de 200 kg (pour 1 165 kg à vide) grâce à des vitres arrière en plexiglas, des portières et un capot en aluminium, et à un équipement intérieur réduit, elle accélérait jusqu’à 100 km/h en 7,4 secondes. 169 exemplaires de ce véhicule ont été construits.
À partir d’août 1972, l’injection de collecteur d’admission D-Jetronic a également été utilisée dans la BMW 3.0 CSL. Malgré une cylindrée un peu plus importante (3 003 cm3 au lieu de 2 985 cm3) par rapport à la BMW 3.0 CSi, ces véhicules délivrent également 200 ch (147 kW) et atteignent 220 km/h, mais elles accélèrent de 0 à 100 km/h en seulement 6,9 secondes. Au total, 939 exemplaires de cette deuxième production de la BMW 3.0 CSL ont été construits jusqu’en août 1973, dont 500 avec conduite à droite.
La troisième et dernière étape d’expansion de la BMW 3.0 CSL (juillet 1973 à novembre 1975) est motorisée par un nouveau moteur de 3 153 cm3 et 206 ch (152 kW). Elle doit son surnom de «Batmobile» à un ensemble aérodynamique complet, en particulier l’énorme aileron arrière, qui était livré rangé dans le coffre du véhicule car il n’était pas homologué pour la route. Le pilote automobile BMW de l’époque, Hans-Joachim Stuck, s’est fait demander dans une station-service alors qu’il conduisait sa "CSL de service" si cet aileron arrière était "un nouveau porte-skis".
La BMW 3.0 CSL est considérée comme le premier produit de la future BMW Motorsport GmbH, encore un département de BMW à l’époque, et peut donc être décrite comme la toute première BMW "M". La voiture portait déjà les couleurs de la future M-GmbH.
Avec l’apparition de la première BMW Série 6 (Type E24) en 1976, le soutien de l’usine a été retiré des voitures de course CSL. Et même si le modèle successeur relativement lourd a connu un grand succès, les succès des CSL des équipes privées ont d’abord fait de l’ombre à la Série 6 quand Alpina a remporté le titre de champion d’Europe avec Dieter Quester en 1977. Même en 1978, l’E9 était toujours invaincue lorsque Umberto Grano remporta le championnat dans une CSL-Luigi.
Les coupés E9 CSL étaient également disponible dans des versions réglées par GS-Tuning (169 kW avec carburateur), Alpina (184 kW avec injection dans le collecteur d’admission), Koepchen (191 kW avec carburateur) et Schnitzer (213 kW avec injection dans le collecteur d’admission).

### Modèles
La BMW E9 était exclusivement équipée de moteurs six cylindres en ligne M30, qui étaient également utilisés dans la berline E3. Il y avait aussi des prototypes entièrement développés avec des moteurs huit et douze cylindres. Cependant, ceux-ci n’ont pas été mis en œuvre en raison de la crise pétrolière imminente. Il convient de mentionner ici qu’en 1973, le responsable du développement de BMW, Bernhard Osswald, a utilisé une BMW 3.0 CSi verte avec un moteur V8 de cinq litres développant environ 280 ch (206 kW) en tant que voiture de société. Une vitesse de pointe de 250 km/h était possible avec ce véhicule. Ceci est resté un modèle unique.
La production de tous ces modèles arrête en décembre 1975, les derniers véhicules étant livrés en 1976. Elle est remplacée par la BMW Série 6.
Le point noir de ce modèle est la corrosion omniprésente, ce qui explique en partie sa cote de voiture de collection relativement peu élevée.

## Carrosseries spéciales

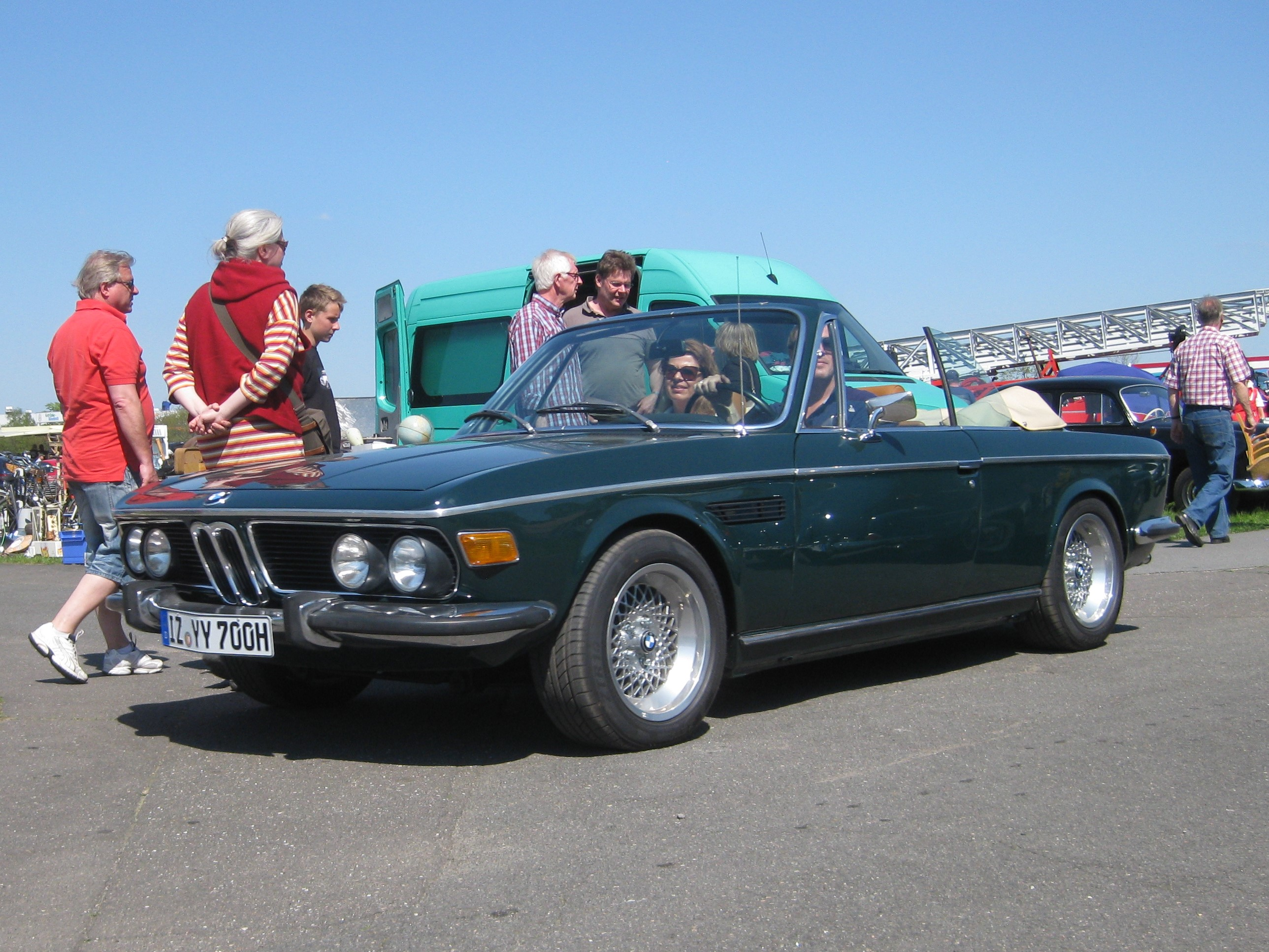
E9 cabriolet, avant

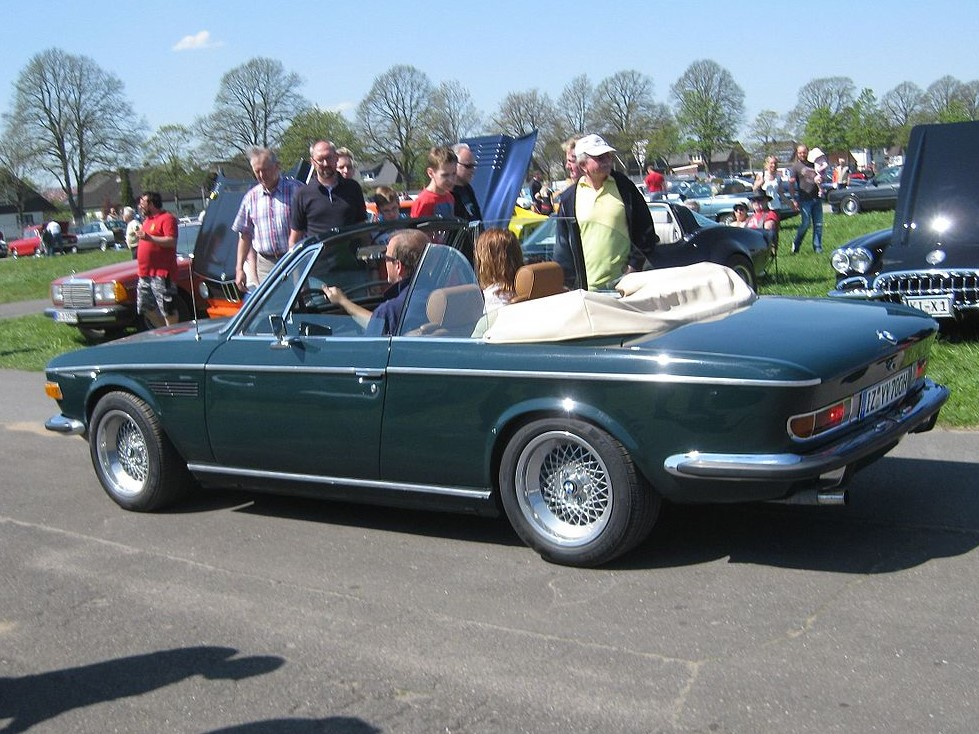
E9 cabriolet, vue arrière

En 1969, trois 2800 CS avec une carrosserie en acier inoxydable ont été réalisées avec la société DEW - Deutsche Edelstahl AG, Krefeld. La carrosserie en acier inoxydable du projet - appelée Remanit, un acier inoxydable standard traité avec des outils de série - est revenue à BMW. L’un de ces véhicules a été testé sur 125 000 km.
Depuis 1970, il y a eu diverses conversions en cabriolet. Ce n’est qu’en 2004 que BMW eux-mêmes ont proposé un cabriolet sur base d’un grand coupé, à savoir la Série 6 E63/64 relancée.

## Versions de course

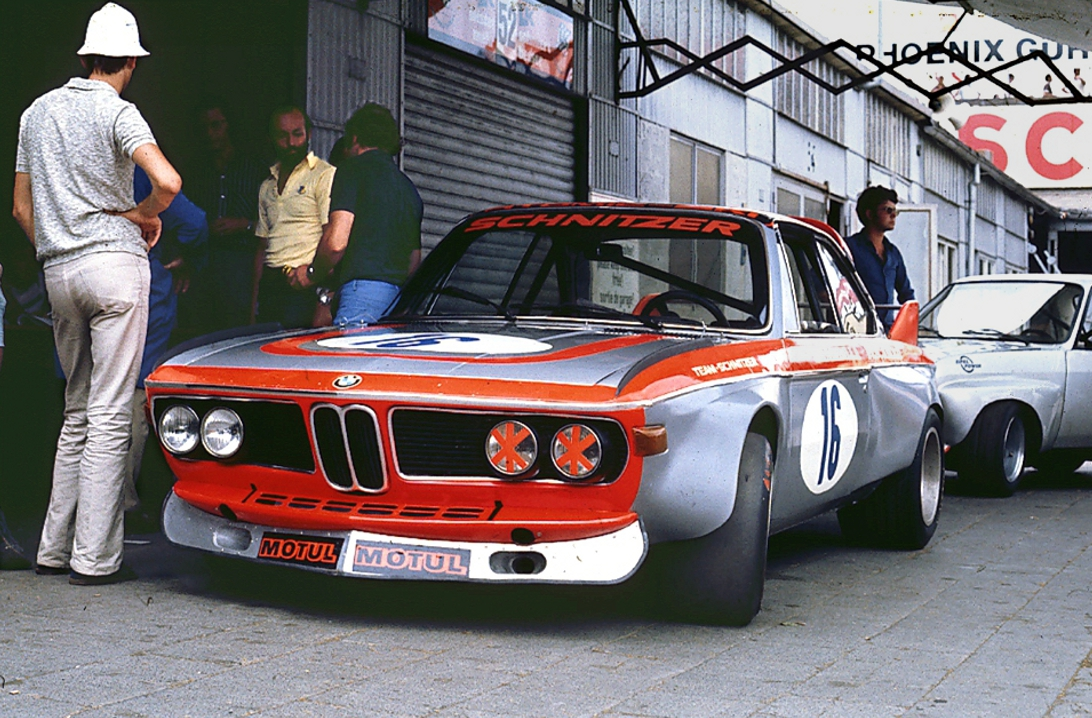
BMW CSL Schnitzer de 1973

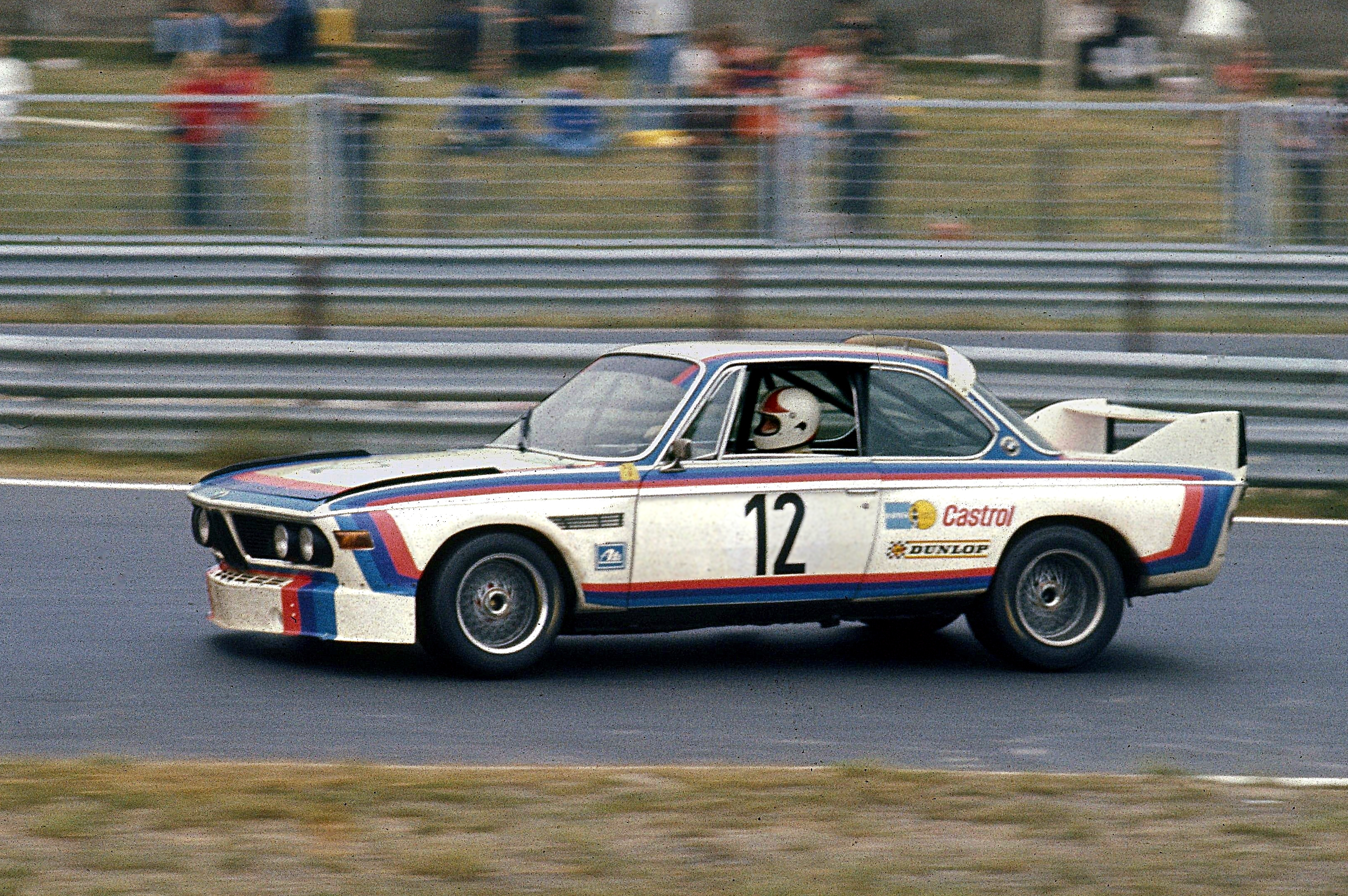
BMW CSL Works de 1973 avec Chris Amon pendant la course des 6 Heures du Nürburgring

En 1974, la version compétition de l’E9 CSL est équipée d'un moteur avec une culasse à quatre soupapes d’une cylindrée de 3 498 cm3 avec une puissance de 440 ch (324 kW) et un couple de 8 500 tr/min, elle accélère de 0 à 100 km/h en 4,0 secondes et atteint une vitesse de pointe de 275 km/h et elle a remporté de nombreuses victoires. Lors de la saison de course 1976, les règles du groupe 5 ont été introduites dans le championnat du monde des constructeurs, ce qui a permis de nombreux changements par rapport aux véhicules de série. La Porsche 935 de près de 440 kW a remporté quatre des sept courses ainsi que le championnat du monde; cependant, les coupés de BMW ont remporté trois courses malgré de nombreuses Porsche 934 turbo aux mains de clients et ont ainsi maintenu le championnat ouvert jusqu’à la dernière course.
L’équipe d’usine de BMW a également participé à quelques courses : en utilisant la technologie à quatre soupapes et un turbocompresseur, la voiture a atteint des performances moteur qui n’étaient auparavant atteintes que par le moteur turbo de la Porsche 917/10, et cela en Formule 1 uniquement : jusqu’à 590 kW. L’énorme couple qui en résultait dépassait la limite de charge de la boîte de vitesses Getrag à cinq rapports, et la puissance pouvait à peine être amenée au sol : 0 à 100 km/h en 3,5 secondes et vitesse de pointe de 308 km/h. Avec une telle puissance moteur, la vitesse maximale était limitée par les tours et non par la résistance au roulage faute d’une boîte six vitesses adaptée : des passages pleins gaz sur de longues lignes droites auraient détruit le moteur de la CSL de course. Le pilote automobile suédois Ronnie Peterson aurait filé à plus de 250 km/h lors de l’accélération, c’est pourquoi son jeu de pneus n’a duré que 64 km. La BMW turbo a réalisé le deuxième meilleur temps d’essais lors de sa première sortie à Silverstone, mais elle n’a réapparu que lors de la très importante course finale à Dijon, prenant cette fois la première place sur la grille devant la Porsche d’usine. Cependant, le moteur six cylindres turbo a été éliminé tôt; BMW s’est limité à suralimenter le petit moteur quatre cylindres M10 et l’a développé avec succès dans les années qui ont suivi le championnat du monde de F1 en 1983.
BMW engage entre autres sa BMW 3.0 CSL au Championnat d'Europe FIA des voitures de tourisme (créé en 1963) et aux 24 Heures du Mans.

### Quelques victoires notables
(version 2800 CS)
- 24 Heures de Spa: 1970;
- 24 Heures du Nürburgring: 1972;

(version 3.0 CSL/3.0 CSi)
- Championnat d'Europe FIA des voitures de tourisme (5): 1973 puis 1975 à 1979;
- Championnat de France des voitures de production: 1976;
- Championnat de Belgique des voitures de tourisme: 1974 et 1977;
- 24 Heures de Spa (4): 1973 à 1976;
- 24 Heures du Nürburgring: 1973;
- 24 Heures de Daytona: 1976;
- 12 Heures de Sebring: 1975;
- 24 Heures du Mans: victoire de catégorie TS en 1973 (11e au général) et 1974 (15e au général); 10e en 1976 en Groupe 5; victoire de catégorie IMSA en 1977 (8e au général);

...essentiellement en ETCC:
- RAC Tourist Trophy (5): 1973, puis 1976 à 1979;
- Grand Prix de Brno (4): 1976 à 1979;
- 4 Heures de Monza : 1977 et 1978;
- 500 kilomètres de Pergusa : 1977;
- 4 Heures d'Estoril : 1977;
- 500 kilomètres du Salzburgring : 1978 et 1979;
- 4 Heures du Nürburgring : 1979;
- ETCC Zandvoort : 1979;
- ETCC Zolder : 1979...

## BMW 3.0 CSL Art Car
En 1975, BMW lance une série BMW Art car avec deux premiers modèles 3.0 CSL des 24 Heures du Mans 1975 et 24 Heures du Mans 1976, peints par les artistes Alexander Calder et Frank Stella. A l’initiative du commissaire-priseur et pilote de course français Hervé Poulain, l’artiste américain Alexander Calder a peint sur une voiture de course basée sur la BMW 3.0 CSL. Hervé Poulain a piloté cette voiture aux côtés de Sam Posey et Jean Guichet aux 24 Heures du Mans 1975. L’œuvre d’art aux lignes noires, créée l’année suivante par le New-Yorkais Frank Stella, également basée sur une BMW 3.0 CSL, a disputé les 24 Heures du Mans 1976.

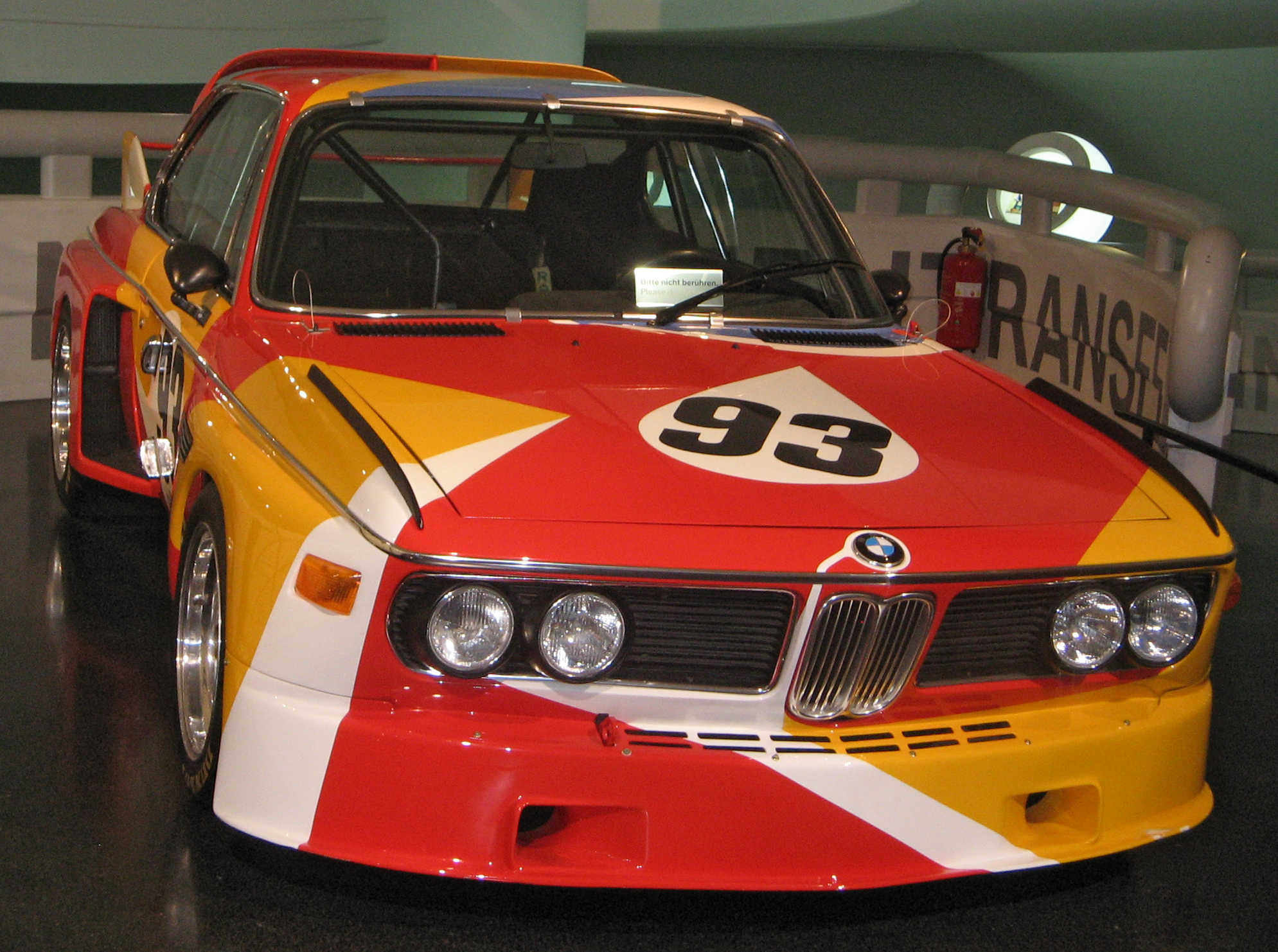
La BMW Art car dessinée par Alexander Calder a été conduite au Mans par Hervé Poulain, Sam Posey et Jean Guichet.
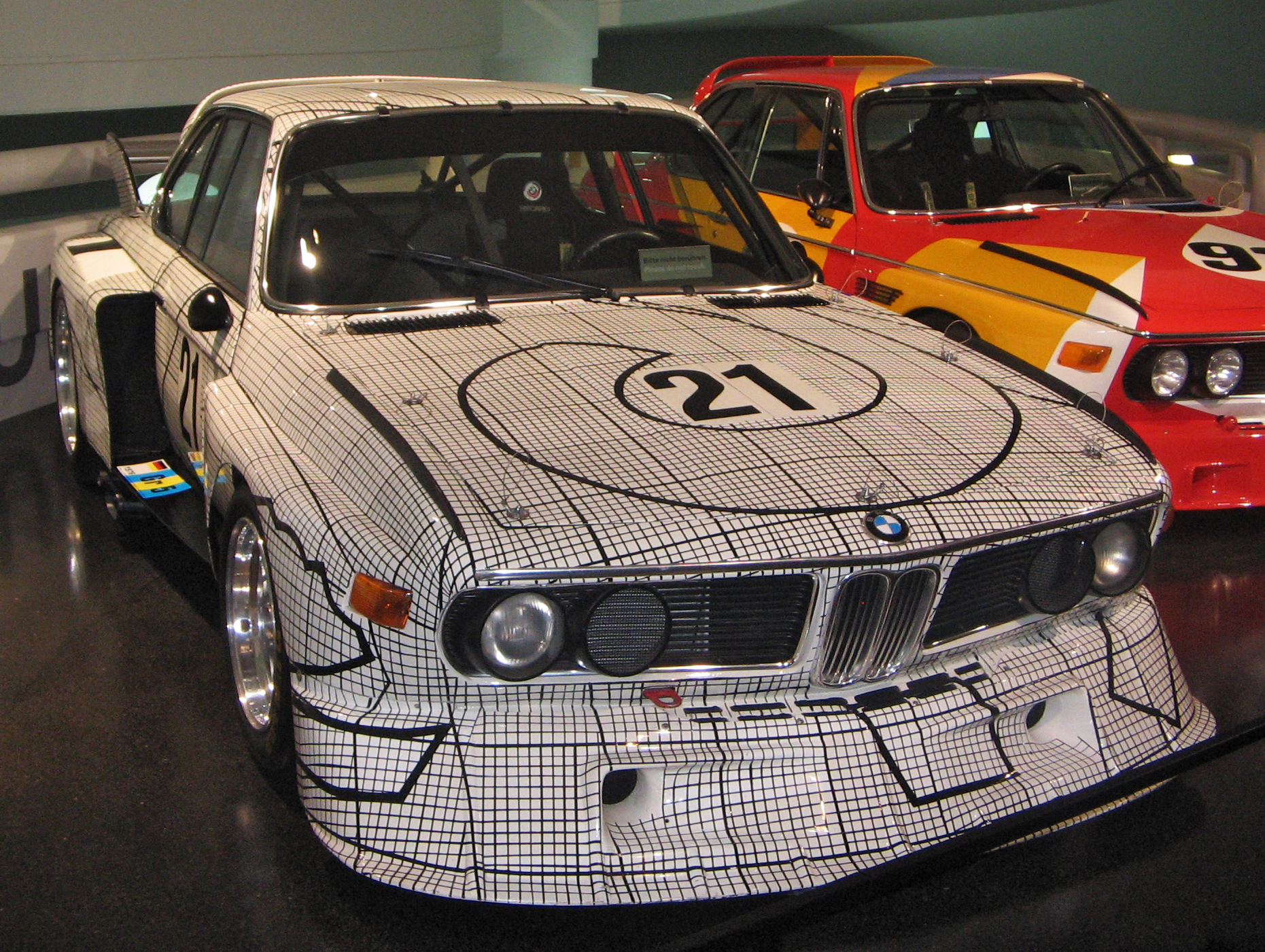
La BMW Art car conçue par Frank Stella avait le numéro 41 aux 24 Heures du Mans 1976 et elle était conduite par Brian Redman et Peter Gregg.

## Télévision et cinéma
- 1972 : dans Une Coccinelle à toute allure (comédie allemande), l'inspecteur de police héros du film (interprété par Joachim Fuchsberger) conduit un coupé CS E9 pour poursuivre des criminels.

## Concepts Hommage

### BMW 3.0 CSL Hommage
BMW présenté le concept car 3.0 CSL Hommage au concours d'élégance Villa d'Este du lac de Côme de mai 2015, en Italie, en hommage au célèbre et mythique coupé des années 1960, élevé au rang d'œuvre d'art avec les séries BMW Art cars, et aux 40 ans de la 3.0 CSL décorée par le peintre américain Alexander Calder. Le design est du coupé d'origine est revu au niveau de l'échancrure de l'aile, de l’imposant aileron sur la malle, du capot ajouré et les boucliers percés, et du puissant six-cylindres en ligne avec eBoost. Sa couleur reprend la teinte jaune "Golf" dans laquelle la 3.0 CSL d’origine était disponible.

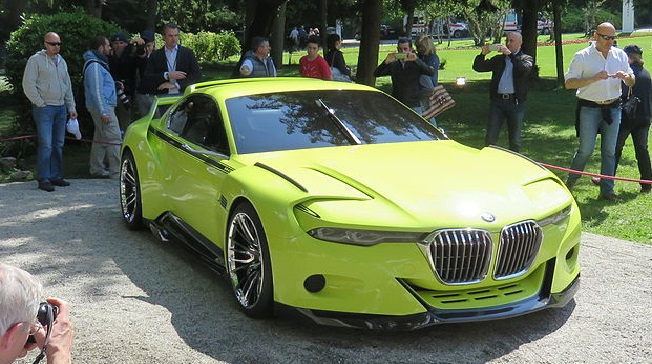
3.0 CSL Hommage de 2015.
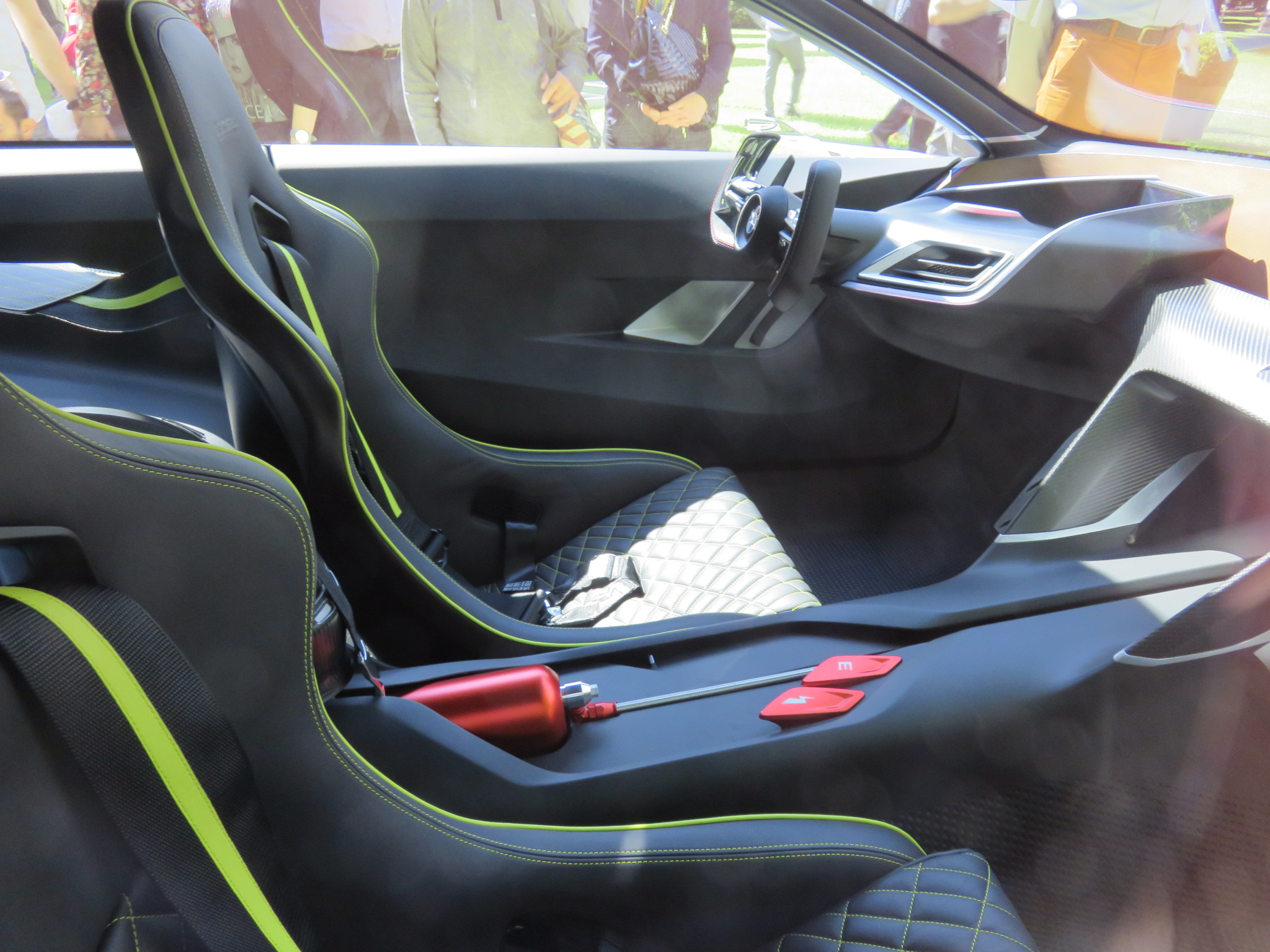
Intérieur de la 3.0 CSL Hommage de 2015.

### BMW 3.0 CSL R Hommage
BMW présente la même année son concept car BMW 3.0 CSL Hommage R (Racing) décliné du précédent, au concours d'élégance de Pebble Beach en Californie, pour célèbrer le quarantième anniversaire de BMW North America et les 40 ans de la mythique victoire de la BMW 3.0 CSL aux 12 Heures de Sebring. Elle arbore une nouvelle couleur de carrosserie blanc brillant ornée de bandes de course BMW M, ainsi que des jantes alliage de 21 pouces, or mat, avec des touches de noir.
Elle remporte le concours d'élégance du Chantilly Arts & Elegance Richard Mille 2015, du Château de Chantilly dans l'Oise.

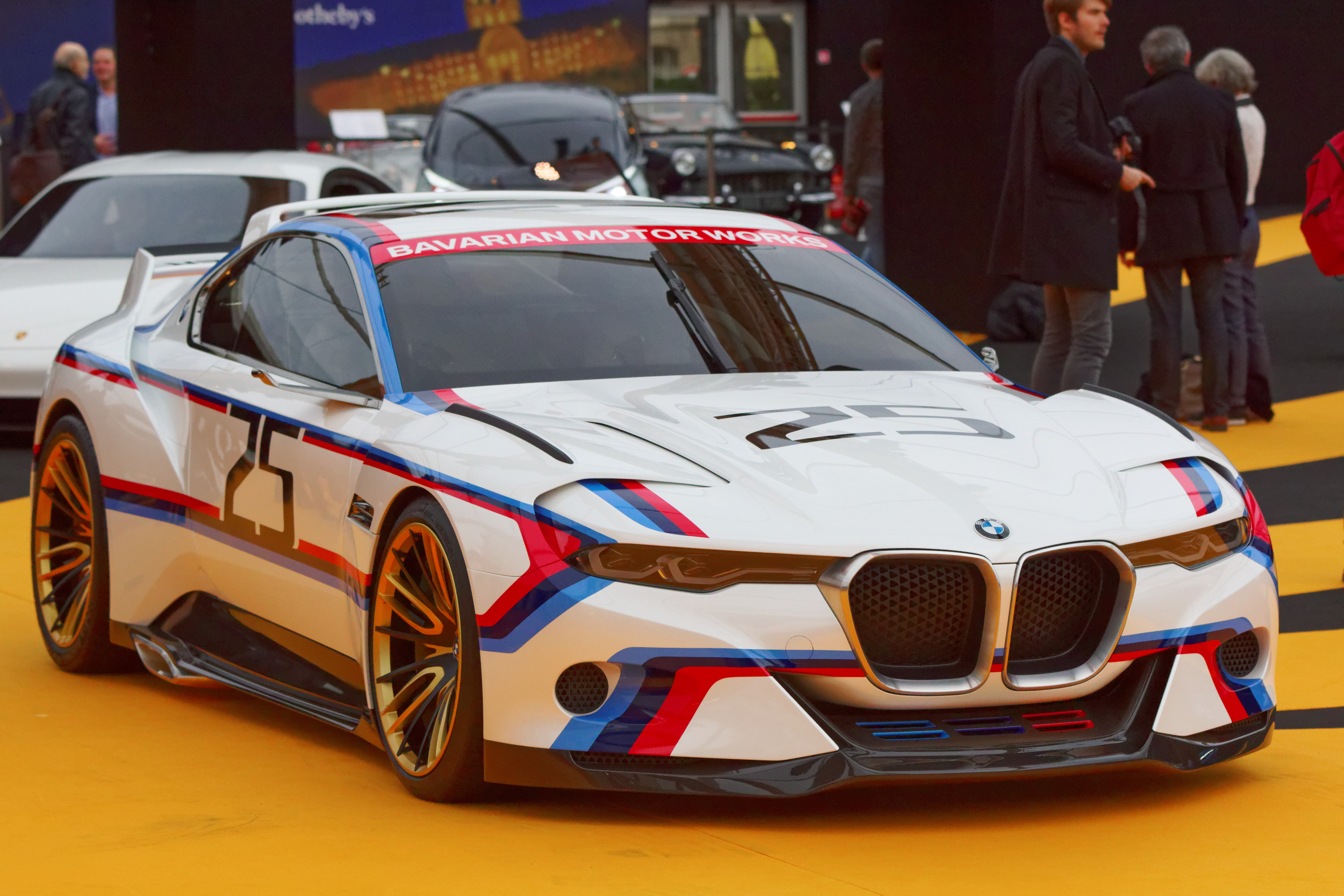
CSL Hommage aux couleurs de la voiture de sport
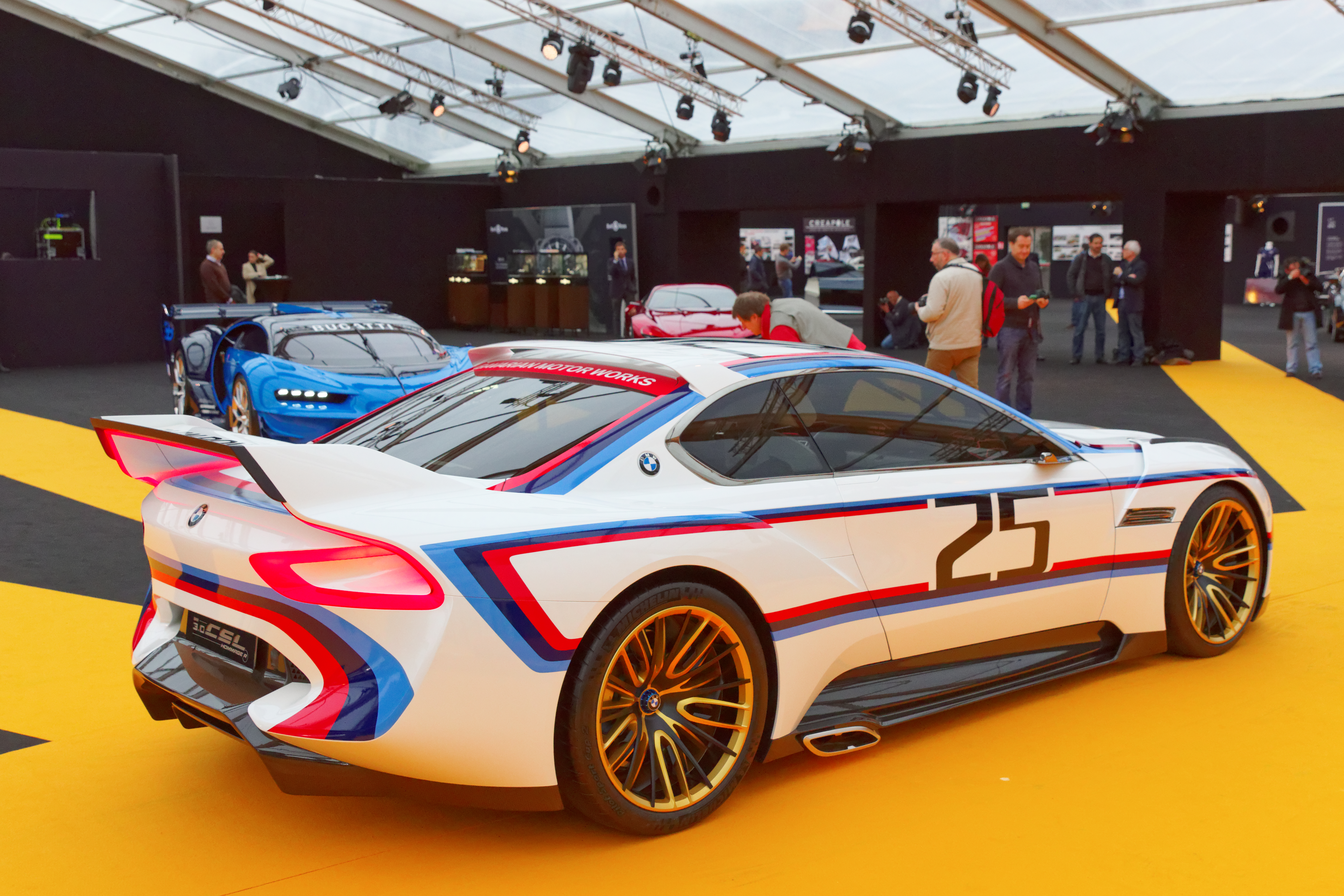
CSL Hommage aux couleurs de la voiture de sport (2)